# Native Urban Areas Act
Das Gesetz Native Urban Areas Act, Act No. 21 / 1923 (deutsch etwa: „Eingeborenenwohngebietsgesetz“) trat 1923 in Südafrika in Kraft und regelte das Aufenthaltsrecht der schwarzen Landbevölkerung in städtischen Gebieten. Änderungsgesetze hierzu in den Jahren 1930 und 1937 und ein weiteres Gesetz, der Native Service Contract Act von 1932, führten noch vor der Apartheidsperiode zu einer umfassenden Registrierung einpendelnder Arbeitskräfte aus den für Schwarze ausgewiesenen ländlichen Siedlungsgebieten (Reservate).

## Auswirkungen
Mit diesem Gesetz wurde die Anzahl derer, die sich in der Stadt aufhalten durften, festgelegt und die Rechte der schwarzen Südafrikaner in den Städten dadurch stark eingeschränkt.
Für einen legalen Aufenthalt in den Städten musste jeder männliche schwarze Südafrikaner bei Ankunft in der Gemeinde sich in deren Verwaltung melden, seinen Arbeitsvertrag (contract of service) vorlegen und eine Gebühr von nicht mehr als 2 Schilling monatlich für seinen Aufenthalt zahlen. Darüber erhielt jede dieser Personen auf eigenen Wunsch einen amtlichen Beleg. War die Arbeitstätigkeit beendet, beispielsweise durch Vertragsende, durch Haft oder andere Umstände, hatte jeder dieser Personen nach einer festgesetzten Frist den Ort zu verlassen. Ausgenommen von diesen Regelungen waren aus dem Kreise der Schwarzen die Inhaber von Deklarationen zur Befreiung von dieser Pflicht, eingetragene Parlamentswahlberechtigte in der Kapkolonie, Landeigentümer, Chiefs, Headmens und einige Lehrer, Geistliche und Dolmetscher.
Seit etwa 1925 entwickelte sich auf der politischen und administrativen Ebene der Südafrikanischen Union eine Diskussion, ob man die Steuererhebung nicht mit einem verbindlichen Personaldokument verknüpfen solle. Nach dem Inkrafttreten des Natives (Urban Areas) Consolidation Act von 1945 verschärften sich noch während der Smuts-Regierung die Aufenthaltsregeln durch politischen Druck burisch-nationalistischer Politiker mit deren ideologischen Metapher von der swart gevaar („schwarze Gefahr“). Nun definierte man sogenannte prescribed areas (deutsch etwa: vorgeschriebene oder vorbezeichnete Gebiete) als klar geographisch abgegrenzte Zonen, wofür die erforderlichen Aufenthaltsbewilligungen zu beantragen waren.
Der Native Urban Areas Act von 1923 sah Möglichkeiten zur kontrolliert bewilligten Gewerbebefugnis vor und versuchte den Grunderwerb durch schwarze Kaufinteressenten in den städtischen Arealen zu unterbinden. Stattdessen richtete es diese privaten Bestrebungen auf bestimmte, dafür vorgesehene Reservate.

## Allgemeine Entwicklung
In der Praxis dieses Gesetzes kam eine Entwicklung getrennter regionaler und kommunaler Verwaltungsstrukturen in Gang, worauf die spätere legislativ betriebene Umsetzung der Apartheidspolitik aufgebaut werden konnte. In den Native Local Areas wurde ein Superintendent mit einem Beirat (Advisory Board) eingesetzt. Dieser Beirat setzte sich aus ehemaligen Polizeimitarbeitern und verwaltungserfahrenen weißen Personen zusammen. Erst 1961 ersetzte man diese Beiräte durch die Bantu Councils (Urban Bantu Councils Act No 79 / 1961), deren Kreis nun durch ein Wahlverfahren bestimmt, mit ausschließlich schwarzen Personen gebildet wurde.
Der Native Urban Areas Act war ein Versuch der südafrikanischen Regierung, die Urbanisierung der schwarzen Bevölkerung zu begrenzen. Auf diese Weise sollte verhindert werden, dass die schwarze Bevölkerung die durch den Burenkrieg verarmten Buren auf dem Arbeitsmarkt verdrängten. Außerdem befürchtete man, dass das Stadtleben mit all seinen „Versuchungen“ (Alkohol, Prostitution etc.) den Charakter der Schwarzen verderben könne und sie davon abhalten würde, für die Weißen zu arbeiten.
Der Native Urban Areas Act von 1923 wurde 1952 mit dem Native Laws Amendment Act (No. 54 / 1952) weiter verschärft, die Urbanisierung der schwarzen Bevölkerung in den Ballungsräumen konnten diese Gesetze allerdings angesichts vieler Townships langfristig nicht beschränken.

## Passpflicht
Ein reference book (Referenzbuch) als allgemeines Personaldokument mit der Pflicht zur ständigen Mitführung gab es für schwarze Männer erst ab 1958 in Folge des Natives (Abolition of Passes and Coordination of Documents) Act (Act No. 67 / 1952) und für schwarze Frauen erst ab 1963. Hatten sie dieses Dokument nicht dabei, konnten sie mit 50 Rand (nach 1961) Geldstrafe oder mit bis zu drei Monaten Haft zur Verantwortung gezogen werden. Das wird häufig mit dem Native Urban Areas Act verwechselt. Die Passgesetze boten jedoch über einen langen Zeitraum Anlässe für Demonstrationen und weitere Protestaktionen und trugen schließlich zum Massaker von Sharpeville bei.